# غلين هيوز
غلين هيوز (بالإنجليزية: Glenn Hughes)‏ (و. 1952  م) هو عازف بيس، ومغني، ومغن ومؤلف، وعازف قيثارة، من المملكة المتحدة.

## وصلات خارجية
- غلين هيوز على موقع IMDb (الإنجليزية)
- غلين هيوز على موقع ميوزك برينز (الإنجليزية)
- غلين هيوز على موقع أول ميوزيك (الإنجليزية)
- غلين هيوز على موقع ديسكوغز (الإنجليزية)
- غلين هيوز على موقع قاعدة بيانات الفيلم (الإنجليزية)